# Монтовське-Паствиська
Монтовське-Паствиська (пол. Mątowskie Pastwiska) — село в Польщі, у гміні Риєво Квідзинського повіту Поморського воєводства.
Населення — 272 особи (2011).
У 1975-1998 роках село належало до Ельблонзького воєводства.

## Демографія
Демографічна структура станом на 31 березня 2011 року:
|          | Загалом | Допрацездатний вік | Працездатний вік | Постпрацездатний вік |
| -------- | ------- | ------------------ | ---------------- | -------------------- |
| Чоловіки | 135     | 28                 | 101              | 6                    |
| Жінки    | 137     | 33                 | 83               | 21                   |
| Разом    | 272     | 61                 | 184              | 27                   |